# Canowindra (plaats)
Canowindra is een plaats in de Australische deelstaat New South Wales.
Bij deze plaats liggen de afzettingen van de Mandagery-formatie, waar fossielen van vissen uit het Devoon (ongeveer 360 miljoen jaar geleden) zijn gevonden.